# Saint-Apollinaire (Côte-d'Or)
Saint-Apollinaire é uma comuna francesa na região administrativa da Borgonha-Franco-Condado, no departamento de Côte-d'Or. Estende-se por uma área de 10,23 km². Em 2010 a comuna tinha 7 688 habitantes (densidade: 751,5 hab./km²).